# 大正ロマン館 (岐阜県)
大正ロマン館（たいしょうロマンかん、大正浪漫館）は、岐阜県恵那市明智町にある洋風建築の博物館。日本大正村を構成する施設である。
日本大正村の初代村長である高峰三枝子、日本大正村議会の議長である春日野清隆（元横綱栃錦）の記念館である。敷地内にはバラ園があり、毎年6月上旬頃に満開となる。山本芳翠の絵画『裸婦』は国の重要文化財に指定されている。

## 歴史
- 1994年（平成6年）5月 - 開館[1]。
- 2020年（令和2年）1月11日～2021年（令和3年）2月14日 - 1階に「麒麟がくる ぎふ恵那 大河ドラマ館」が設置されていた[2]。

## 展示

### 常設展示
- 初代村長 高峰三枝子
- 初代議長 元横綱栃錦
- 大正時代の建築物模型
- 東京駅、帝国ホテルライト館、原宿駅ほか
- 明智光秀が生きた時代の東濃戦国史
- 大正時代の楽器・楽音器具

## 利用案内
開館時間
- 9時 - 17時（入場受付は16時30分まで）[3]

休館日
- 年末年始（12月31日～1月1日）

入館料
- 大人300円、小中学生150円[4]

交通アクセス
- 大正村駐車場から徒歩約6分
- 明知鉄道明智駅から徒歩約11分